# Interchords Featuring
Interchords Featuring (в буквальном переводе: «Показ Внутренних Аккордов») — промопластинка Бориса Гребенщикова,1989 года, приуроченная к выходу его первого американского альбома «Radio Silence».

## Об альбоме
Пластинка вышла простом чёрном картонном конверте, на котором были наклеены две наклейки спереди и сзади. На лицевой наклейке, помимо названия и исполнителя написано: «Включая Рассуждения и выборные места из „Radio Silence“ (кат. # FC 44364)» и каталоговый номер самой пластинки: CAS 1597. На обратной стороне наклейка с текстом о Гребенщикове.
Помимо песен альбом включает запись рассуждений (conversation) Бориса Гребенщикова на английском об абстрактных вещах, грядущем альбоме и собственной жизни. Музыкальным продюсером на пластинке выступает Дэйв Стюарт, продюсерами самой пластинки стали Том Симонсен и Джей Кругман. Пластинка входит в официальную дискографию группы «Аквариум».

## Список композиций
Музыка и текст во всех песнях — БГ

### Сторона А
- Conversation (4:17)
- The Postcard (4:27)
- Conversation (3:39)
- Radio Silence (3:40)

### Сторона В
- Conversation (3:14)
- Young Lions (3:37)
- Conversation (2:47)

В качестве вступления и заключения на пластинке звучит также мелодия песни «Death of King Arthur» (муз. Б.Гребенщиков, А.Романов)